# 勒什卡尼
勒什卡尼（羅馬尼亞語：Rîșcani，發音：[rɨʃˈkanʲ]）是摩爾多瓦的城市，也是勒什卡尼區的首府，距離德羅基亞22公里，位於該國北部，始建於1602年，主要的經濟活動是提煉精油和煙草業，2010年人口14,400。